# Tự do tôn giáo ở Việt Nam
Tự do tín ngưỡng và tôn giáo là quyền được thực hiện các hành vi tôn giáo, theo đuổi một tín ngưỡng của một cá nhân một cách tự do. Nó được nhiều người cho là một trong những quyền tự do căn bản của con người. Quyền tự do tôn giáo tại Việt Nam được ghi nhận trong hiến pháp, ở điều 70 như sau:
Theo quy định của nhà nước Việt Nam, hoạt động tôn giáo cần tuân theo hiến pháp và pháp luật. Ngày 15 tháng 11 năm 2004, Pháp lệnh Tín ngưỡng, tôn giáo có hiệu lực thi hành sau khi được quốc hội thông qua. Theo pháp lệnh này, các giáo hội chủ động quyết định về nhân sự lãnh đạo giáo hội từ cấp trung ương đến cơ sở; việc phong chức, phong phẩm, bổ nhiệm và thuyên chuyển chức sắc được các tổ chức Giáo hội thực hiện theo quy định tại hiến chương, điều lệ của tổ chức tôn giáo và thông báo, đăng ký với cơ quan nhà nước có thẩm quyền (điều 22). Cũng theo đó, tổ chức tôn giáo nào có hiến chương, điều lệ thể hiện tôn chỉ, mục đích, đường hướng hành đạo gắn bó với dân tộc và không trái với quy định của pháp luật, có tổ chức nhân sự thích ứng thì được phép hoạt động (điều 16).

## Một số diễn biến
Một số chức sắc tôn giáo, trong đó một số thuộc giáo hội chưa được phép hoạt động, bị bắt với lý do, theo nhà nước Việt Nam, vi phạm pháp luật dân sự hoặc hoạt động chính trị trái phép.
Tổ chức Quan sát Nhân quyền (Human Rights Watch) thu thập một số báo cáo về các giáo hội không đăng ký trên vùng Tây Nguyên bị san bằng và một số tín đồ bị buộc từ bỏ đạo.
Linh mục Nguyễn Văn Lý, một tu sĩ được ân xá ngày 31 tháng 1 năm 2005, vốn bị kết án 15 năm tù (và 2 lần giảm án 5 năm) sau khi gửi thư điều trần tới Ủy ban Hoa Kỳ về tự do tôn giáo quốc tế. Ông bị khởi tố với hai tội danh: "không chấp hành quyết định quản chế của cơ quan nhà nước có thẩm quyền" và "phá hoại chính sách đại đoàn kết." Tháng 2 năm 2006, linh mục Nguyễn Văn Lý đã bị quản chế tại Bến Cũi, Thừa Thiên Huế, cũng với tội danh nêu trên. Những lãnh đạo của Giáo hội Việt Nam thống nhất, vốn không được nhà nước thừa nhận đã bị cầm cố trong chùa của họ suốt nhiều năm. Tuy nhiên nhà nước Việt Nam phủ nhận việc quản thúc này.
Một số vị lãnh đạo và tín đồ trong Giáo hội Phật giáo Việt Nam Thống nhất cũng đã bị giam giữ nhiều năm vì nỗ lực chống việc chính quyền đòi quyền tuyệt đối kiểm soát Giáo hội.
Philip Taylor, một nhà nhân học ở Đại học Quốc gia Úc và là chuyên gia về tôn giáo Việt Nam, nhận định: "Tôn giáo phát triển ở Việt Nam ngày nay, khi xét về số lượng tín đồ và sự đa dạng tín ngưỡng". Nếu như trong thập niên 1980, ít ai đi dự các buổi lễ ở nhà thờ Công giáo và Tin lành thì nay chúng chật cứng người. Năm 2001, Giáo hội Tin lành miền Nam Việt Nam lần đầu tiên được chính thức công nhận. Các ngôi chùa mới xuất hiện trên khắp nước.
Ủy ban Tự do Tôn giáo Hoa Kỳ, Bộ Ngoại giao Hoa Kỳ và nhiều tổ chức tự do tôn giáo quốc tế khác cho rằng ở Việt Nam quyền tự do tôn giáo còn nhiều hạn chế.
Ngày 06 tháng 01 năm 2011, Đại sứ Michael W.Michalak đã có cuộc họp báo kết thúc nhiệm kỳ công tác tại Việt Nam và trao đổi thêm về nhân quyền, theo đó ông khẳng định "về lĩnh vực nhân quyền, chúng ta đã thấy những tiến bộ, nét tích cực từ phía Việt Nam như việc Việt Nam đã đạt được những bước tiến lớn trong việc giảm nghèo hoặc mở rộng hoạt động của các nhóm tôn giáo". Ông cũng không quên nói thêm là "cũng còn những điều quan ngại".

## Phái đoàn Liên Hợp Quốc về tự do tôn giáo tới thăm Việt Nam 2014
Một phái đoàn LHQ về tự do tín ngưỡng, được Việt Nam mời thăm từ ngày 21 đến 31 tháng 7. Ngày cuối, Bộ Ngoại giao Việt Nam nói chuyến thăm của phái đoàn thể hiện "thiện chí, thái độ hợp tác, cởi mở của Chính phủ Việt Nam". Tuy nhiên, đặc phái viên của Liên Hợp Quốc về tự do tôn giáo Heiner Bielefeldt than phiền trong buổi phỏng vấn với đài Deutsche Welle (DW) của Đức hôm 4 tháng 8, ông bị 'cản trở' trong chuyến đi Việt Nam và không thể tiếp cận một số nhà hoạt động trong nước: "Một số các cá nhân đã bị ngăn cản không cho gặp tôi, một số khác thì bị cảnh cáo, đe dọa hoặc sách nhiễu. Bên cạnh đó, phái đoàn của tôi còn bị công an hoặc an ninh ngầm theo dõi và tính bí mật của các cuộc gặp riêng cũng bị vi phạm".

Nhà báo Phạm Chí Dũng, Chủ tịch Hội Nhà báo độc lập Việt Nam, nói với đài BBC, công an TP HCM và một số địa phương khác đã "ngăn chặn không cho những người nằm trong số các chức sắc tôn giáo và nhân chứng, mà ông Bielefeldt có kế hoạch gặp gỡ nhằm kiểm chứng, ra khỏi nhà vào ngày 25/7/2014 và cả một số ngày sau đó", trong số đó có bản thân ông, các nhà hoạt động khác như bác sĩ Nguyễn Đan Quế, bà Dương Thị Tân (vợ ông Nguyễn Văn Hải tức blogger Điếu Cày), cựu tù nhân chính trị Phạm Bá Hải, và hai mục sư Tin Lành là Nguyễn Hoàng Hoa và Nguyễn Mạnh Hùng.
Về vấn đề vi phạm tự do tín ngưỡng, ông Bielefeldt cho biết:
- "Nhiều người bị gây áp lực phải từ bỏ các hoạt động tôn giáo nhật định để đi theo các kênh được nhà cầm quyền công nhận."
- "Họ phải đối mặt với các đợt trấn áp mạnh tay của công an, bị liên tục mời 'làm việc' với công an, các hoạt động tôn giáo bị giám sát chặt chẽ, các lễ hội tôn giáo bị quấy rối."
- "Bên cạnh đó, họ còn bị giam lỏng tại gia, bị bắt giữ, đánh đập, tấn công, bị đuổi việc, mất phúc lợi xã hội, các thành viên trong gia đình bị gây áp lực, nơi cầu nguyện bị phá hủy..."

## Báo cáo Quốc gia về thực hiện quyền con người ở Việt Nam theo cơ chế kiểm định kỳ phổ cập (UPR) chu kỳ II
Trong Báo cáo Quốc gia về thực hiện quyền con người ở Việt Nam theo cơ chế kiểm định kỳ phổ cập (UPR) chu kỳ II được Liên hiệp quốc thông qua, Bộ Ngoại giao Việt Nam cho rằng:
| “ | "Việt Nam là một quốc gia đa tôn giáo, với sự hiện diện của các tôn giáo được truyền vào từ bên ngoài như Phật giáo, Công giáo, Tin lành, Hồi giáo… và các tôn giáo được hình thành trong nước như đạo Cao Đài, Phật giáo Hòa Hảo, Tứ Ân Hiếu Nghĩa… Nhiều tôn giáo có bề dày lịch sử và cũng có những tôn giáo mới hình thành. 95% dân số có đời sống tín ngưỡng, trong đó trên 24 triệu người là tín đồ của các tôn giáo khác nhau (so với khoảng 20 triệu người năm 2009). Tính trên cả nước có khoảng 25 ngàn cơ sở thờ tự và 45 trường đào tạo chức sắc tôn giáo. Chính sách nhất quán của Nhà nước Việt Nam là tôn trọng và tạo điều kiện thuận lợi để mọi người dân thực hiện quyền tự do tôn giáo, tín ngưỡng; coi trọng chính sách đoàn kết và hòa hợp giữa các tôn giáo, đảm bảo sự bình đẳng, không phân biệt đối xử vì lý do tôn giáo, tín ngưỡng, bảo hộ hoạt động của các tổ chức tôn giáo bằng pháp luật. Trên cơ sở đánh giá thực tiễn hoạt động tôn giáo tại Việt Nam, tháng 11/2012, Chính phủ đã ban hành Nghị định 92/2012/NĐ-CP quy định chi tiết về biện pháp thi hành Pháp lệnh tín ngưỡng, tôn giáo với nhiều điểm mới phù hợp với thực tiễn, tạo điều kiện thuận lợi hơn cho sinh hoạt tôn giáo của người dân. Ngoài ra, Quốc hội đã quyết định đưa nội dung sửa đổi Pháp lệnh tín ngưỡng, tôn giáo vào chương trình xây dựng luật, pháp lệnh của Quốc hội khóa XIII. Các hoạt động tôn giáo ở Việt Nam diễn ra sôi động. Hàng năm có khoảng 8.500 lễ hội tôn giáo hoặc tín ngưỡng cấp quốc gia và địa phương được tổ chức. Đặc biệt, năm Thánh 2011 của Giáo hội Công giáo đã thành công tốt đẹp và Lễ bế mạc có sự tham dự của 50 Giám mục, trong đó có 6 Giám mục là người nước ngoài, 1.000 linh mục, 2.000 nam nữ tu sĩ, và gần 500.000 lượt giáo dân. Năm 2011 cũng là năm kỷ niệm 100 năm đạo Tin Lành vào Việt Nam với nhiều hoạt động kỉ niệm lớn được tổ chức tại Hà Nội, Đà Nẵng, Thành phố Hồ Chí Minh với nhiều chức sắc, tín đồ Tin lành trên cả nước và đại biểu Tin lành người nước ngoài (Mỹ, Hàn Quốc…). Giáo hội Phật giáo Việt Nam sẽ đăng cai tổ chức Đại lễ Phật đản Liên hợp quốc năm 2014 tại Việt Nam, một sự kiện tôn giáo quốc tế lớn dự kiến thu hút sự tham dự của hàng nghìn chức sắc, tín đồ Phật giáo trên toàn thế giới. Nhiều cơ sở thờ tự được cải tạo hoặc xây mới. Hoạt động đào tạo, bồi dưỡng chức sắc, nhà tu hành được duy trì và mở rộng. Nhiều chức sắc và nhà tu hành Việt Nam được cử đi đào tạo tại nước ngoài (Mỹ, Pháp, Ý, Ấn Độ...). Các tổ chức tôn giáo ở Việt Nam được khuyến khích và tạo điều kiện tham gia các hoạt động y tế, văn hoá, xã hội, nhân đạo… đóng góp cho quá trình xây dựng đất nước, đồng thời có quan hệ quốc tế rộng rãi; đại diện chức sắc các tôn giáo tham gia nhiều diễn đàn quốc tế, đối thoại tôn giáo, tín ngưỡng, giao lưu học hỏi, trao đổi giáo lý, giáo luật tại các diễn đàn lớn như ASEM, ASEAN… Năm 2013, Việt Nam và Vatican đã hoàn thành cuộc họp vòng 4 nhóm công tác hỗn hợp về thúc đẩy quan hệ giữa hai bên. Tòa thánh Vatican đã cử Đặc phái viên không thường trú tại Việt Nam từ năm 2011 và đến nay Đặc phái viên không thường trú của Vatican đã thực hiện 25 chuyến thăm Việt Nam, làm việc với tất cả 26 Giáo phận Công giáo và trên 60 tỉnh, thành phố ở Việt Nam. Đối với các cộng đồng các dân tộc thiểu số, quyền tự do và bình đẳng về tôn giáo được Nhà nước bảo vệ và hỗ trợ phát triển. Học viện Phật giáo Nam Tông Khmer đã được thành lập và Kinh sách Phật giáo bằng tiếng Khmer được nhập khẩu để phục vụ đào tạo chức sắc và sinh hoạt tôn giáo của người dân tộc Khmer. Người dân tộc Chăm theo Hồi giáo và đạo Bàlamôn được tạo điều kiện thành lập các Ban đại diện cộng đồng để hỗ trợ việc sinh hoạt tôn giáo, gìn giữ và phát triển tôn giáo truyền thống. Kinh thánh song ngữ tiếng Việt – Banar/Êđê/Jrai cũng được phát hành để đáp ứng nhu cầu của người dân tộc thiểu số theo đạo Tin lành. | ” |

## Sách trắng Nhân quyền Việt Nam 2018 do Bộ Ngoại giao xuất bản
Theo Sách trắng Nhân quyền Việt Nam 2018 của Bộ Ngoại giao:
| “ | "Tính tới hết năm 2017, ước tính khoảng 95% dân số Việt Nam có đời sống tín ngưỡng, tôn giáo, trong đó có 24 triệu người công khai mình là tín đồ của một tôn giáo nào đó, có 38 tổ chức tôn giáo khác nhau. Các lễ hội của các tôn giáo như lễ giáng sinh, Lễ Phật đản đều được tổ chức theo đúng các nghi thức tôn giáo. Hàng năm, tại Việt Nam có hơn 8.500 lễ hội tôn giáo, tín ngưỡng khác nhau được tổ chức ở cấp quốc gia và cấp địa phương. Nhà nước Việt Nam nhìn nhận tín ngưỡng, tôn giáo là nhu cầu chính đáng và là một trong những quyền cơ bản của con người. Nhà nước Việt Nam kiên quyết theo đổi chính sách tôn trọng, tạo điều kiện thuận lợi cho mọi người dân thực hiện quyền tự do tín ngưỡng, tự do tôn giáo, nghiêm cấm hành vi phân biệt đối xử, kỳ thị vì lý do tôn giáo, tôn trọng và bảo vệ quyền tự do thờ cúng và thực hành tín ngưỡng tôn giáo. Điều này được thể hiện rõ trong tất cả các bản Hiến pháp trong lịch sử của Việt Nam. Luật pháp Việt Nam nghiêm cấm mọi hành vi xâm phạm đến quyền tự do tôn giáo, tín ngưỡng, cưỡng ép theo đạo hoặc bỏ đạo, phân biệt đối xử vì lý do tôn giáo. Nếu phạm tội này sẽ bị xử phạt tù từ 3 tháng đến 01 năm. Các quy định của Việt Nam hoàn toàn phù hợp với Tuyên ngôn Thế giới về quyền con người và Công ước quốc tế về các Quyền Dân sự và Chính trị. Trên thực tế, người có tín ngưỡng, tôn giáo ở Việt Nam được thực hành đầy đủ nghi lễ tôn giáo mà họ tin theo tại gia đình, cơ sở các tôn giáo hoặc các địa điểm đã được đăng ký với chính quyền. Mọi người được tự do chuyển đổi tôn giáo theo giáo lý, giáo luật của các tôn giáo. Tại Việt Nam, đất đai do các cộng đồng tôn giáo quản lý không phải chịu thuế đất. Phía Chính quyền Việt Nam cũng đã chủ động cung cấp đất cho các cộng đồng tôn giáo để xây dựng cơ sở thờ tự, thực hành tín ngưỡng, tôn giáo. Trong đó, Thành phố Hồ Chí Minh đã giao 7.500m2 đất cho Tòa Tổng Giám mục xây dựng Trung tâm mục vụ và Tổng Liên hội Hội thánh Tin lành Việt Nam, Hà Nội đã cấp 20.000m2 đất cho Giáo hội Phật giáo Việt Nam để xây dựng Học viện Phật giáo. Tòa Giám mục Buôn Mê Thuột được cấp 11.000m2 đất, Tòa Giám mục Đà Nẵng được cấp hơn 9.000m2 đất, Giáo xứ La Vang ở Quảng Trị được cấp thêm 15.000m2 đất đề xây dựng Trung tâm hành hương, Hội truyền giáo Cơ đốc Việt Nam được cấp thêm 6.000m2 đất. 90% đất của các cộng đồng tôn giáo được cấp giấy chứng nhận quyền sử dụng đất. Nhà nước Việt Nam tôn trọng và bảo đảm quyền tự do và bình đẳng về tín ngưỡng, tôn giáo của đồng bào dân tộc thiểu số. Người Chăm theo Hồi giao và Bà-la-môn được tạo điều kiện thành lập các Ban đại diện cộng đồng. Nhà nước hỗ trợ in ấn kinh thánh bằng tiếng dân tộc thiểu số khi đã xuất bản hơn 30.000 cuốn kinh thánh bằng tiếng Ba-na, Ê-đe, Gia-rai, cho phép nhập và dịch Kinh Phật giáo Nam Tông Khmer, cho phép in và nhập kinh coran song ngữ Việt Nam - Ả-rập. Trung bình mỗi năm có hơn 1.000 ấn phẩm tôn giáo khác nhau với hơn 2.000.000 bản in được xuất bản tại Việt Nam. Hoạt động hợp tác quốc tế của các tôn giáo ngày càng được mở rộng. Đặc phái viên không thường trú của Vatican đã thực hiện 31 chuyến thăm tới tất cả 26 giáo phận công giáo ở 60 tỉnh thành của Việt Nam. Hàng năm có hàng trăm lượt chức sắc tôn giáo của Việt Nam tham dự các hoạt động tôn giáo ở nước ngoài cũng như có hàng ngàn lượt người vào Việt Nam để giảng đạo cũng như tham gia các hoạt động tôn giáo, tín ngưỡng khác. Năm 2008, Đại hội Phật đản Thế giới đã được tổ chức tại Việt Nam. Năm 2009, Hội nghị Ni giới thế giới được tổ chức tại TP. Hồ Chí Minh. Năm 2012, Hội nghị liên đoàn giám mục châu Á được tổ chức tại Đồng Nai". | ” |

## Nhận định của một số cá nhân
Theo Tướng Nguyễn Hữu Có, Phó thủ tướng, kiêm Tổng trưởng Quốc phòng, đồng thời là Tổng tham mưu trưởng Việt Nam Cộng hòa:
| “ | "Gia đình tôi theo đạo Tin lành, chúng tôi được tự do đi lễ nhà thờ, không bị ai bắt bớ, cấm đoán, cấm giảng đạo. Theo tôi không có chuyện vi phạm tự do tôn giáo ở Việt Nam, nếu cấm thì làm sao giờ ở miền Nam có tới 270 nhà thờ của Hội thánh Tin lành. Chỉ có những hình thức hoạt động truyền đạo thế nào, nhất là ở nơi công cộng thì chính quyền các cấp phải có quy định rõ hơn và phải có giải thích cho dân". | ” |

Theo bà Lê Thị Thu Hằng, người phát ngôn của Bộ Ngoại giao Việt Nam:
| “ | Chính sách nhất quán của Nhà nước Việt Nam là tôn trọng và bảo đảm quyền tự do tín ngưỡng, tôn giáo, theo hoặc không theo một tôn giáo nào. Điều này được ghi rõ trong Hiến pháp, pháp luật của Việt Nam và được bảo đảm, tôn trọng trên thực tế. Chính điều này đã tạo nên một đời sống tôn giáo, tín ngưỡng hết sức phong phú, sinh động ở Việt Nam. Pháp luật Việt Nam nghiêm cấm phân biệt đối xử với công dân vì lý do tín ngưỡng, tôn giáo. Nhà nước Việt Nam đã và đang thực thi nhiều chính sách và biện pháp cụ thể để đảm bảo người dân được thụ hưởng đầy đủ các quyền tự do tôn giáo, tín ngưỡng, trong đó có Luật Tín ngưỡng và Tôn giáo được Quốc hội thông qua vào tháng 11/2016, có hiệu lực vào tháng 01/2018". | ” |